# Gaio Cestio Epulone

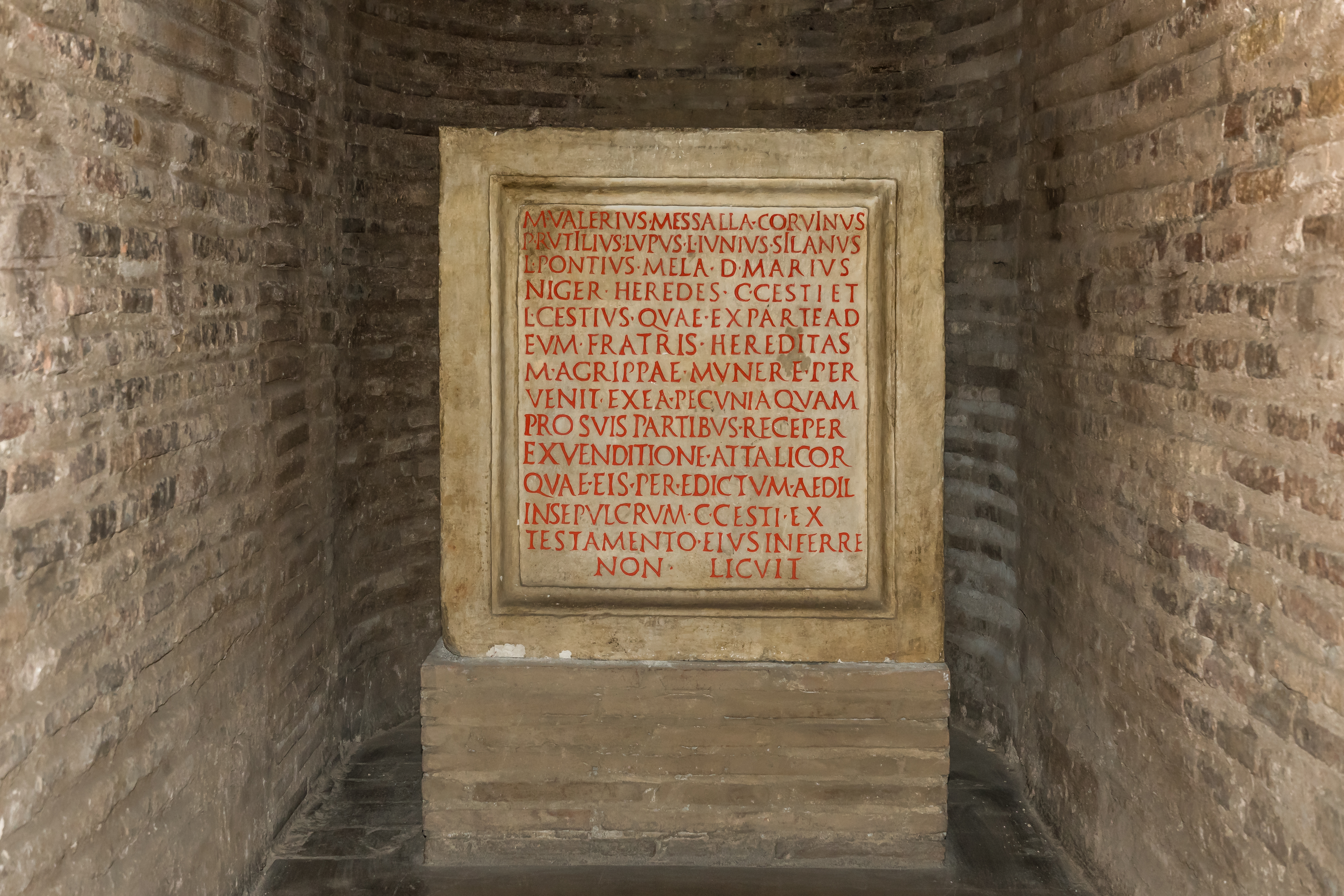
Testamento di Cestio

Gaio Cestio Epulone (in latino Gaius Cestius Epulo; ... – Roma, pre 12 a.C.) è stato un politico romano, noto principalmente per la tomba da lui fatta commissionare per sé stesso, la Piramide Cestia.

## Biografia
Gaio Cestio Epulone visse nel I secolo a.C. Era figlio di Lucio e i suoi parenti Gaio Cestio e Lucio Cestio erano pretori alla fine della repubblica (44/43 a.C.). Lo stesso Cestio Epulone era tribuno della plebe, pretore e membro dei septemviri epulones. Il suo cursus honorum è tuttavia noto soltanto attraverso le iscrizioni sui lati est e ovest della sua tomba a Roma, la Piramide Cestia.
L'iscrizione su una colonna della tomba nomina - insieme ai membri della famiglia - Marco Vipsanio Agrippa, il confidente più vicino di Augusto, come uno dei suoi eredi.
Inciso su una colonna è un editto degli edili, probabilmente del 18 a.C., che proibiva i funerali esagerati e dispendiosi e regolava i beni del defunto. Morì prima del 12 a.C. e il completamento della piramide può essere datato come precedente alla stessa data, ma comunque successivo al 18 a.C.